# 鼻茸
鼻茸（はなたけ）は、副鼻腔にできるポリープ状の病状で、鼻の内部における粘膜が膨れて茸（キノコ）のような状態になったものを指す。鼻ポリープとも呼ばれる。

## 概要

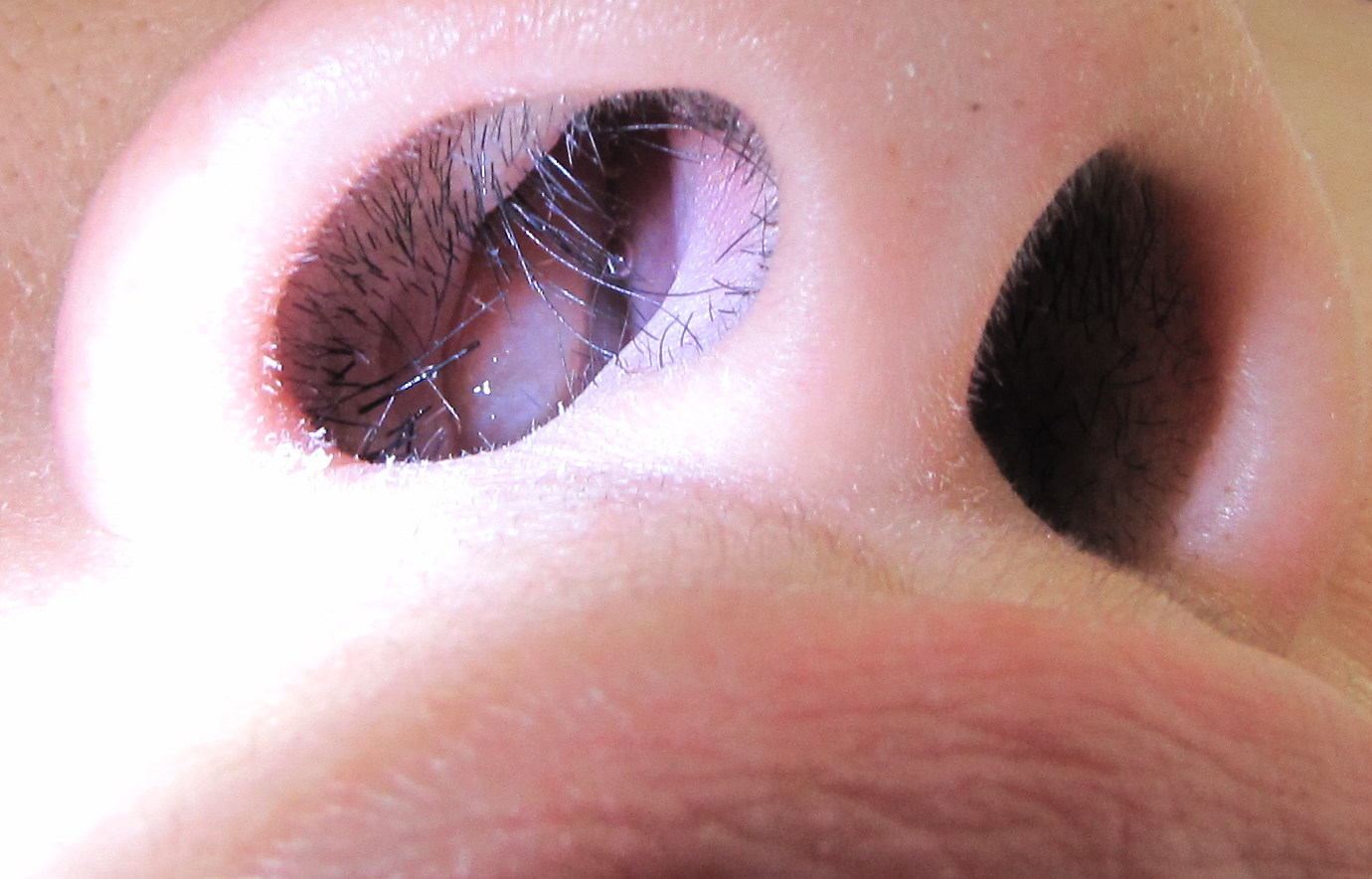
鼻の穴から顔を覗かせる鼻茸

鼻茸は粘膜内の血管が炎症などにより膨張して起こる。このため慢性副鼻腔炎やアレルギー性鼻炎と関係が深い。
症状としては、左右どちらか、あるいは両方が鼻づまりの状態になる。炎症の原因が除かれたり、自律神経の働きによって粘膜内の血管が収縮すると消失するが、原因が特定できないなど対処が遅れると慢性化する。ひどくなると鼻で息が全くできなくなったり、鼻の穴から鼻茸が顔を出すこともある。また匂いを感じる嗅覚神経が圧迫されることで、嗅覚が鈍くなったり、匂いを全く感じなくなることもある。また嗅覚と味覚は脳内で風味として密接に処理されているため、味覚においても味の変化や鈍化が起こることがある。
症状が軽い場合は、ネブライザー法と呼ばれる、粘膜の腫れを取り細菌をなくし、鼻汁を出やすくする作用のある薬液を鼻の奥に噴霧もしくは注入する方法で改善するケースがある。しかし、重症化したり慢性症状の場合は投薬効果が期待できないため、鼻茸の直接切除や縮小手術を行う。手術は全身麻酔による切除の他、ラジオ波凝固治療（高周波電気凝固治療）と呼ばれる、組織にダメージが少なく効果的に患部を凝固・縮小させる方法もある。また最近は、レーザー照射による粘膜縮小手術もあり、入院をせずに症状の改善効果を期待する方法もある。
副鼻腔炎では患者全体の1割から2割程度に鼻茸が認められている。日本人の鼻茸においては血管に好中球が集まっていることが知られていたが、1990年代後半から多数の好酸球が認められる鼻茸の症例が増えているとされる。この場合は切除手術後も高頻度で再発し、ステロイド系抗炎症薬が唯一の対症療法となる。2019年7月から厚労省によって「好酸球性副鼻腔炎」の病名で難病医療費助成制度の対象となる疾病一覧に加えられた。
2020年3月25日、ステロイド系抗炎症薬以外の薬剤としては初めて、デュピルマブが既存治療で効果不十分な患者に限定して「鼻茸を伴う慢性副鼻腔炎」に対する効能・効果追加を承認された。